# Henbandhoo
Henbandhoo is een van de bewoonde eilanden van het Noonu-atol behorende tot de Maldiven.

## Demografie
Henbandhoo telt (stand september 2006) 312 vrouwen en 318 mannen.